# Hudiviller
Hudiviller est une commune française située dans le département de Meurthe-et-Moselle en région Grand Est.

## Géographie

### Localisation
Hudiviller est un village de Meurthe-et-Moselle jouxtant par le sud-est Dombasle-sur-Meurthe et situé à vol d'oiseau à 18 km au sud-est de Nancy, 51 km au sud-ouest de Sarrebourg, 100 km à l'ouest de Strasbourg et 47 km au nord d'Épinal.
Il se trouve dans l'aire d'attraction de Nancy et la zone d'emploi de cette ville, ainsi que dans le bassin de vie de Dombasle-sur-Meurthe.

### Communes limitrophes
Les communes limitrophes sont  Anthelupt, Dombasle-sur-Meurthe, Flainval et Rosières-aux-Salines.
| Dombasle-sur-Meurthe |            | Flainval  |
|                      | Hudiviller |           |
| Rosières-aux-Salines |            | Anthelupt |

### Géologie et relief
La superficie de la commune est de 2,99 km2 ; son altitude varie de 230  à   307 mètres.

### Hydrographie

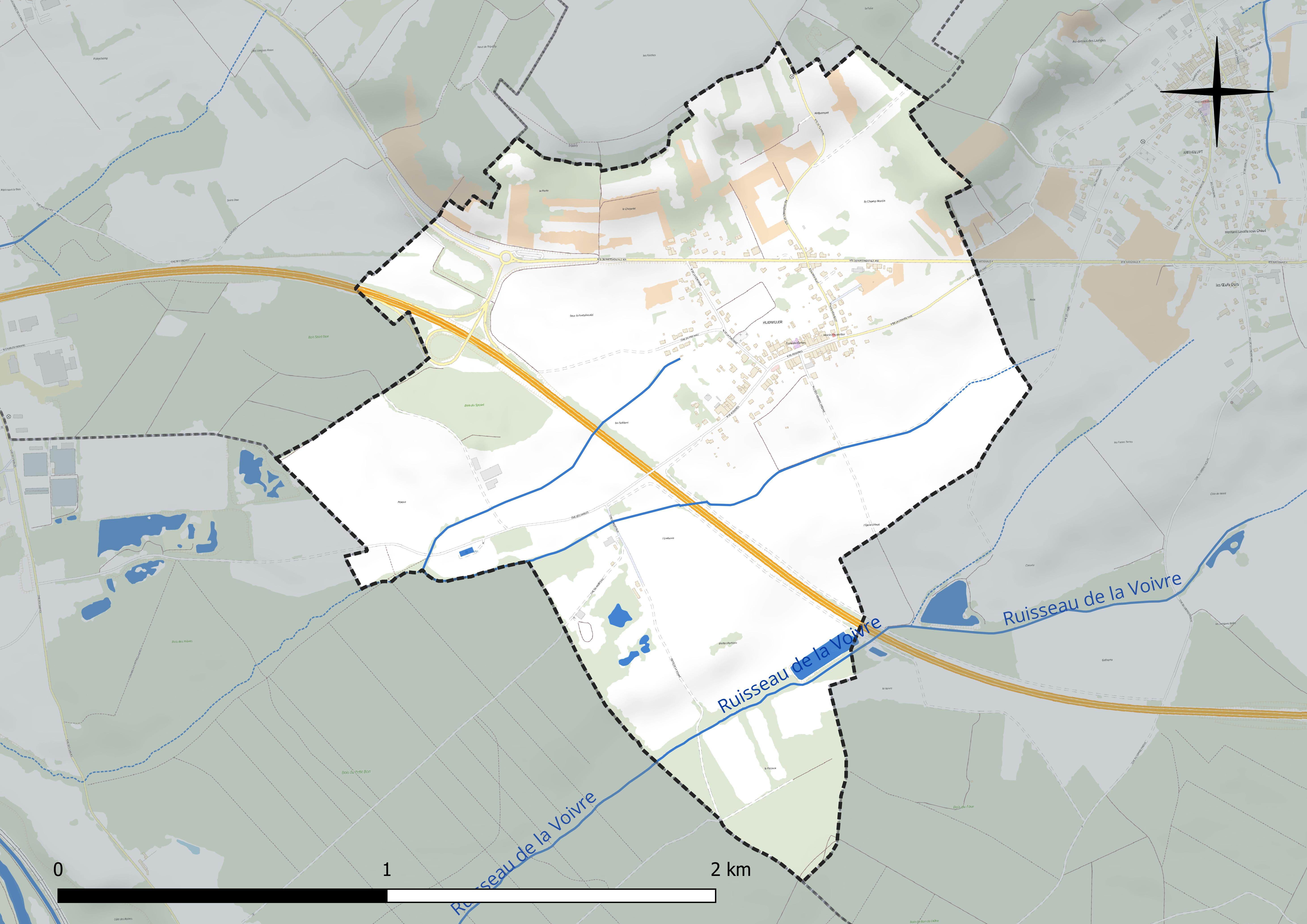
Réseau hydrographique d'Hudiviller.

La commune est dans le bassin versant du Rhin au sein du bassin Rhin-Meuse.
Elle est drainée par le ruisseau de la Voivre,.

### Climat
Pour des articles plus généraux, voir Climat du Grand Est et Climat de Meurthe-et-Moselle.
En 2010, le climat de la commune est de type climat océanique dégradé des plaines du Centre et du Nord, selon une étude du Centre national de la recherche scientifique s'appuyant sur une série de données couvrant la période 1971-2000. En 2020, Météo-France publie une typologie des climats de la France métropolitaine dans laquelle la commune est exposée à un climat semi-continental et est dans la région climatique Lorraine, plateau de Langres, Morvan, caractérisée par un hiver rude (1,5 °C), des vents modérés et des brouillards fréquents en automne et hiver.
Pour la période 1971-2000, la température annuelle moyenne est de 9,6 °C, avec une amplitude thermique annuelle de 17 °C. Le cumul annuel moyen de précipitations est de 781 mm, avec 11,4 jours de précipitations en janvier et 9,5 jours en juillet. Pour la période 1991-2020, la température moyenne annuelle observée sur la station météorologique de Météo-France la plus proche, « Nancy-Essey », sur la commune de Tomblaine à 16 km à vol d'oiseau, est de 11,0 °C et le cumul annuel moyen de précipitations est de 746,3 mm. 
La température maximale relevée sur cette station est de 40,1 °C, atteinte le 24 juillet 2019 ; la température minimale est de −24,8 °C, atteinte le 21 février 1956,,.
Les paramètres climatiques de la commune ont été estimés pour le milieu du siècle (2041-2070) selon différents scénarios d'émission de gaz à effet de serre à partir des nouvelles projections climatiques de référence DRIAS-2020. Ils sont consultables sur un site dédié publié par Météo-France en novembre 2022.

## Urbanisme

### Typologie
Au 1er janvier 2024, Hudiviller est catégorisée commune rurale à habitat dispersé, selon la nouvelle grille communale de densité à sept niveaux définie par l'Insee en 2022.
Elle est située hors unité urbaine. Par ailleurs la commune fait partie de l'aire d'attraction de Nancy, dont elle est une commune de la couronne,. Cette aire, qui regroupe 353 communes, est catégorisée dans les aires de 200 000 à moins de 700 000 habitants,.

### Occupation des sols

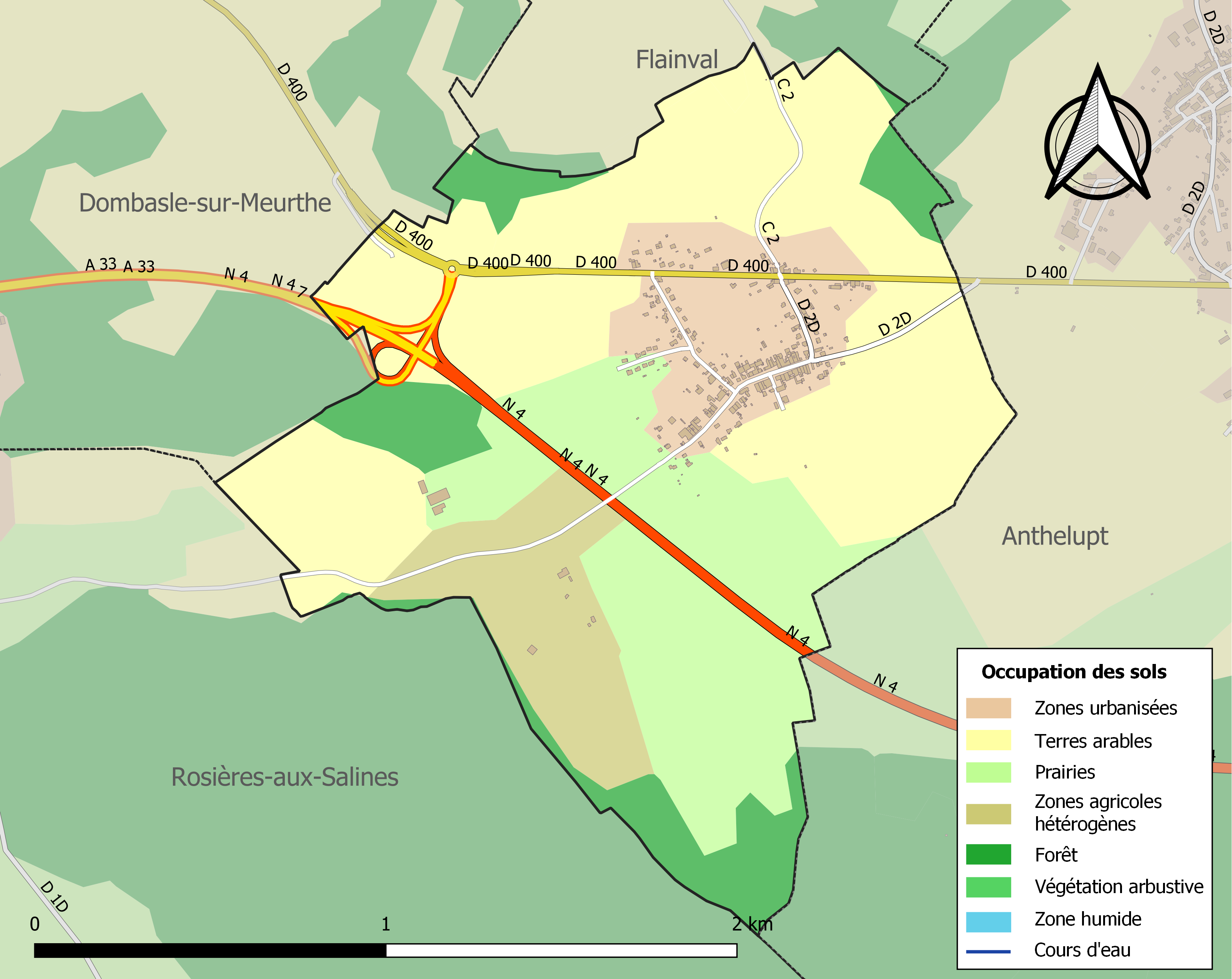
Carte des infrastructures et de l'occupation des sols de la commune en 2018 (CLC).

L'occupation des sols de la commune, telle qu'elle ressort de la base de données européenne d’occupation biophysique des sols Corine Land Cover (CLC), est marquée par l'importance des territoires agricoles (78,1 % en 2018), en diminution par rapport à 1990 (89,6 %). La répartition détaillée en 2018 est la suivante : terres arables (29,7 %), prairies (25,1 %), cultures permanentes (13,5 %), zones urbanisées (11,4 %), forêts (10,4 %), zones agricoles hétérogènes (9,8 %). L'évolution de l’occupation des sols de la commune et de ses infrastructures peut être observée sur les différentes représentations cartographiques du territoire : la carte de Cassini (XVIIIe siècle), la carte d'état-major (1820-1866) et les cartes ou photos aériennes de l'IGN pour la période actuelle (1950 à aujourd'hui).

### Habitat et logement
En 2021, le nombre total de logements dans la commune était de 151, alors qu'il était de 144 en 2016 et de 138 en 2011.
Parmi ces logements, 90,9 % étaient des résidences principales, 0,6 % des résidences secondaires et 8,5 % des logements vacants. Ces logements étaient pour 94,3 % d'entre eux des maisons individuelles et pour 5,1 % des appartements.
Le tableau ci-dessous présente la typologie des logements à Hudiviller en 2021 en comparaison avec celle de Meurthe-et-Moselle et de la France entière. Une caractéristique marquante du parc de logements est ainsi la faible proportion des résidences secondaires et logements occasionnels (0,6 %) par rapport au département (2,2 %) et à la France entière (9,7 %).
| Typologie                                               | Hudiviller | Meurthe-et-Moselle | France entière |
| ------------------------------------------------------- | ---------- | ------------------ | -------------- |
| Résidences principales (en %)                           | 90,9       | 88,6               | 82,2           |
| Résidences secondaires et logements occasionnels (en %) | 0,6        | 2,2                | 9,7            |
| Logements vacants (en %)                                | 8,5        | 9,2                | 8,1            |

### Voies de communication et transports

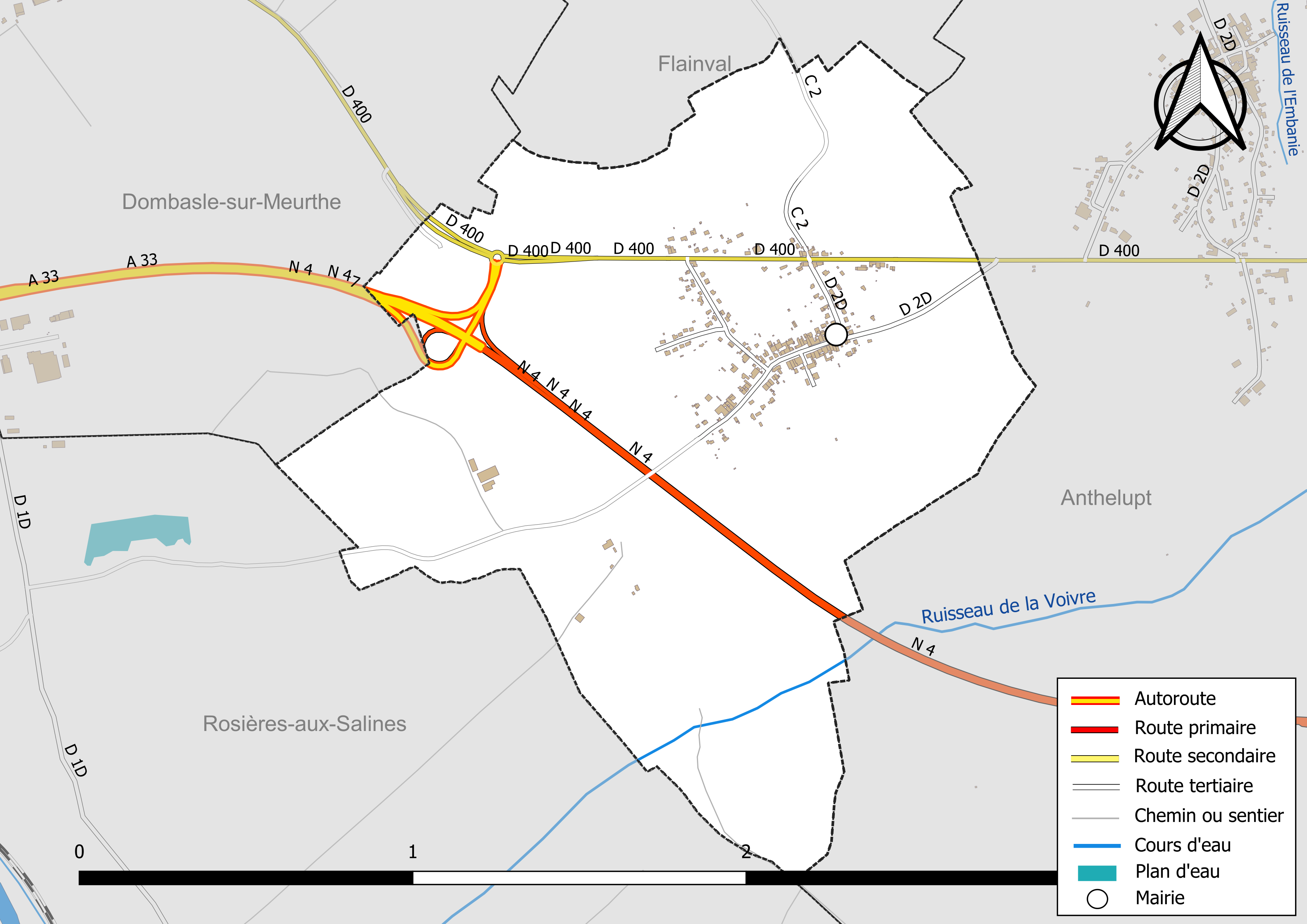
Carte des infrastructures de transport de la commune.

La commune est desservie par la RN 4, qui est dédoublée en D 400 d'une part, et en A33 puis RN 333 d'autre part.
Elle dispose également d'un arrêt de bus du réseau TED, desservi par la ligne R650 qui relie Lunéville à Nancy.

## Toponymie

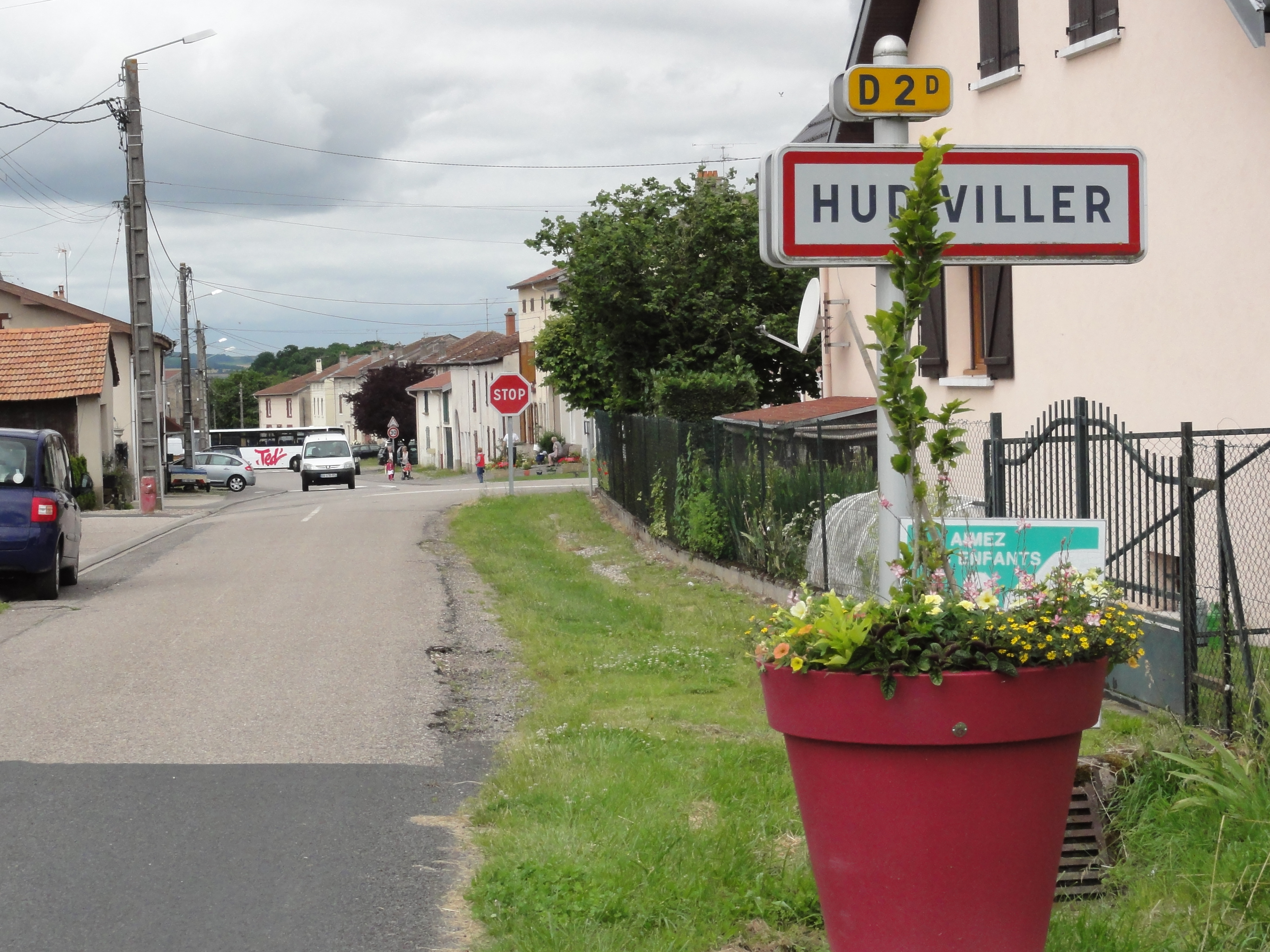

- D'un nom de personne germanique Hiddo ou Huddo + villare[réf. nécessaire].
- Hidiviller (1522), Hudyviller (1526), Hourdivillier (1713), Huduviller (1719), Hudiviller (1793)[réf. nécessaire].

## Histoire

### Moyen Âge
- Présence mérovingienne[réf. nécessaire].

### Époque contemporaine
Le général Foch a son PC à Hudiviller le 28 août 1914.[réf. nécessaire]

Hudiviller durant la Première Guerre mondiale
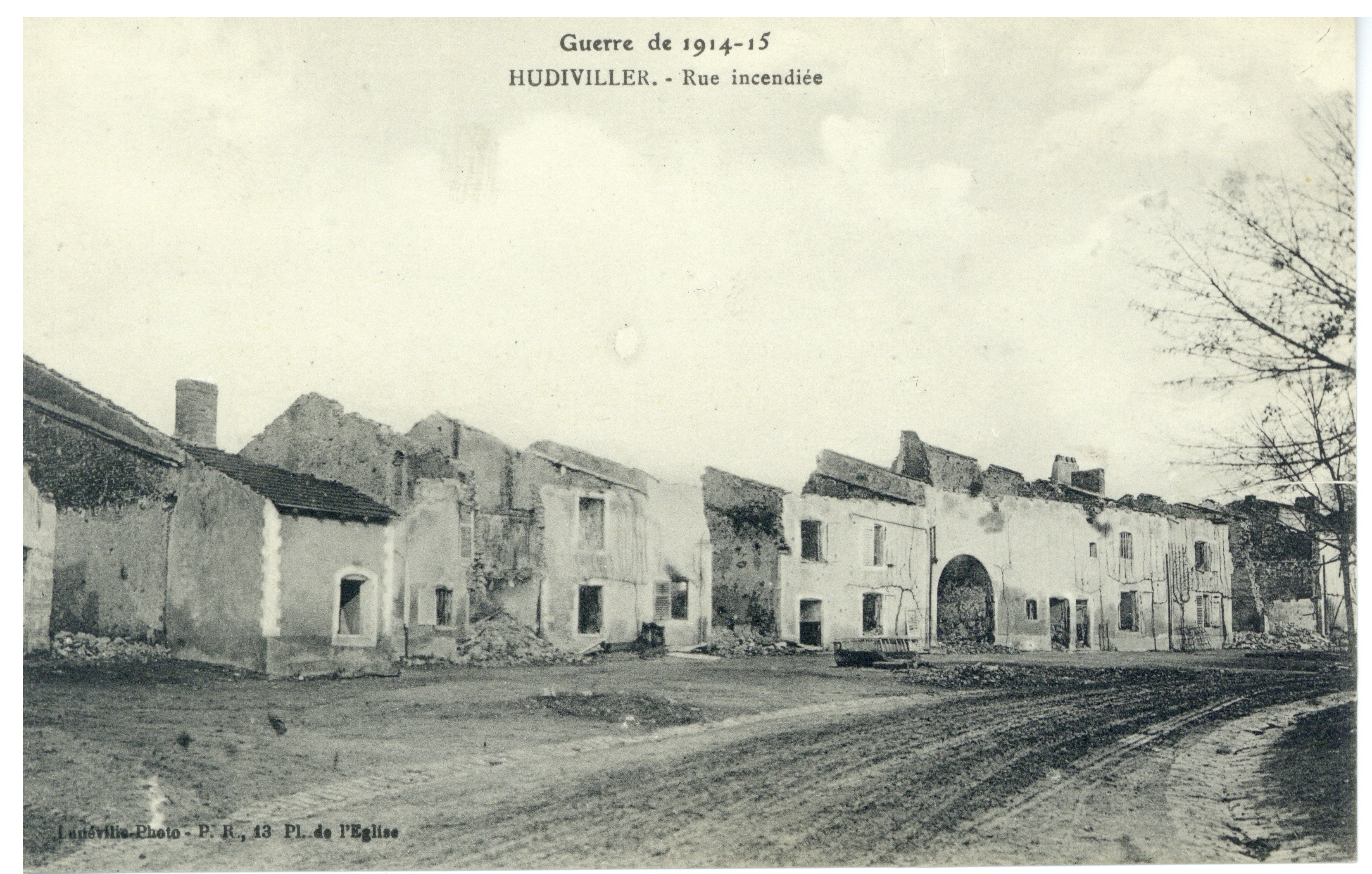
Une rue incendiée en 1915

## Politique et administration

### Rattachements administratifs et électoraux

#### Rattachements administratifs
La commune se trouvait dans l'arrondissement de Lunéville du département la Meurthe-et-Moselle. Par arrêté préfectoral, la commune d'Hudiviller a intégré l'arrondissement de Nancy au 1er janvier 2023,.
Elle faisait partie depuis 1801 du canton de Lunéville-Nord. Dans le cadre du redécoupage cantonal de 2014 en France, cette circonscription administrative territoriale a disparu, et le canton n'est plus qu'une circonscription électorale.

#### Rattachements électoraux
Pour les élections départementales, la commune fait partie depuis 2014 du canton de Lunéville-1.
Pour l'élection des députés, elle fait partie de la quatrième circonscription de Meurthe-et-Moselle.

### Intercommunalité
Hudiviller est membre depuis 2002 de la communauté de communes des Pays du Sel et du Vermois, un établissement public de coopération intercommunale (EPCI) à fiscalité propre créé en 2001 et auquel la commune a transféré un certain nombre de ses compétences, dans les conditions déterminées par le code général des collectivités territoriales.

## Équipements et services publics

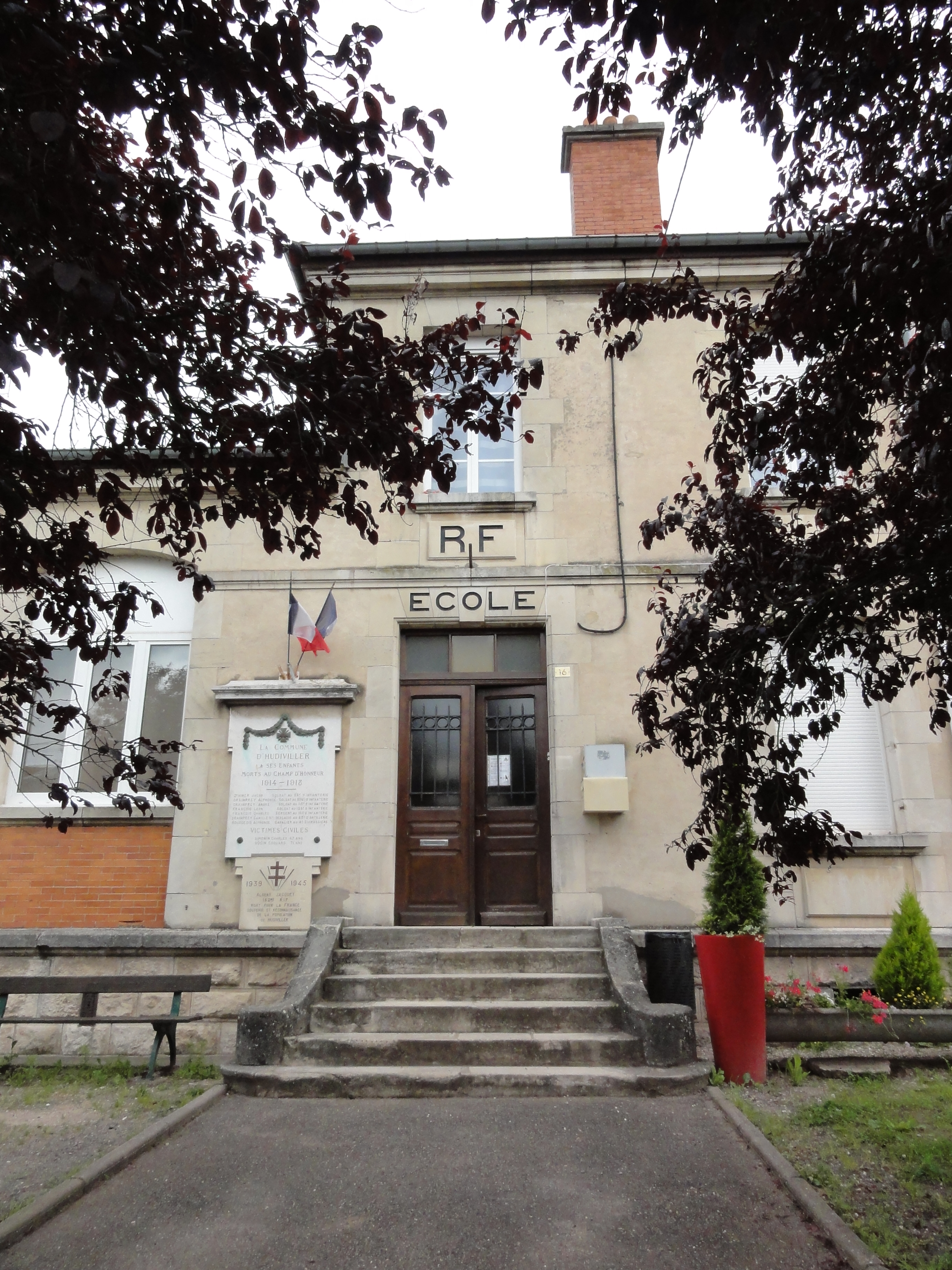
L'entrée de l'école.

### Liste des maires
| Période                                  | Période                        | Identité            | Étiquette | Qualité |
| ---------------------------------------- | ------------------------------ | ------------------- | --------- | --- |
| Les données manquantes sont à compléter. |                                |                     |           | |
| 2001                                     | 2014                           | Jean Chrétien       |           | |
| 2014                                     | 2023                           | Véronique Del Fabro | DVD       | Professeur en BTS banque Vice-présidente de la CC des Pays du Sel et du Vermois (2020 → 2023) Sénatrice de Meurthe-et-Moselle (2023 → 2023) Démissionnaire après son installation comme sénatrice. |
| mars 2023                                | En cours (au 30 novembre 2023) | Patrick Oster       |           | Cadre de la fonction publique |

## Population et société

### Démographie
L'évolution du nombre d'habitants est connue à travers les recensements de la population effectués dans la commune depuis 1793. Pour les communes de moins de 10 000 habitants, une enquête de recensement portant sur toute la population est réalisée tous les cinq ans, les populations de référence des années intermédiaires étant quant à elles estimées par interpolation ou extrapolation. Pour la commune, le premier recensement exhaustif entrant dans le cadre du nouveau dispositif a été réalisé en 2006.

En 2022, la commune comptait 316 habitants, en évolution de −10,23 % par rapport à 2016 (Meurthe-et-Moselle : −0,13 %, France hors Mayotte : +2,11 %).
| 1793 | 1800 | 1806 | 1821 | 1831 | 1836 | 1841 | 1846 | 1851 |
| ---- | ---- | ---- | ---- | ---- | ---- | ---- | ---- | ---- |
| 167  | 188  | 197  | 241  | 244  | 283  | 313  | 328  | 329  |

| 1856 | 1861 | 1872 | 1876 | 1881 | 1886 | 1891 | 1896 | 1901 |
| ---- | ---- | ---- | ---- | ---- | ---- | ---- | ---- | ---- |
| 321  | 332  | 310  | 296  | 284  | 288  | 255  | 260  | 256  |

| 1906 | 1911 | 1921 | 1926 | 1931 | 1936 | 1946 | 1954 | 1962 |
| ---- | ---- | ---- | ---- | ---- | ---- | ---- | ---- | ---- |
| 255  | 254  | 202  | 239  | 224  | 236  | 243  | 246  | 272  |

| 1968 | 1975 | 1982 | 1990 | 1999 | 2006 | 2011 | 2016 | 2021 |
| ---- | ---- | ---- | ---- | ---- | ---- | ---- | ---- | ---- |
| 243  | 245  | 240  | 269  | 293  | 306  | 318  | 352  | 331  |

| 2022 | - | - | - | - | - | - | - | - |
| ---- | - | - | - | - | - | - | - | - |
| 316  | - | - | - | - | - | - | - | - |

## Culture locale et patrimoine

### Lieux et monuments
- Église Notre-Dame de l'Assomption, du XVIIIe siècle, remaniée après 1918.

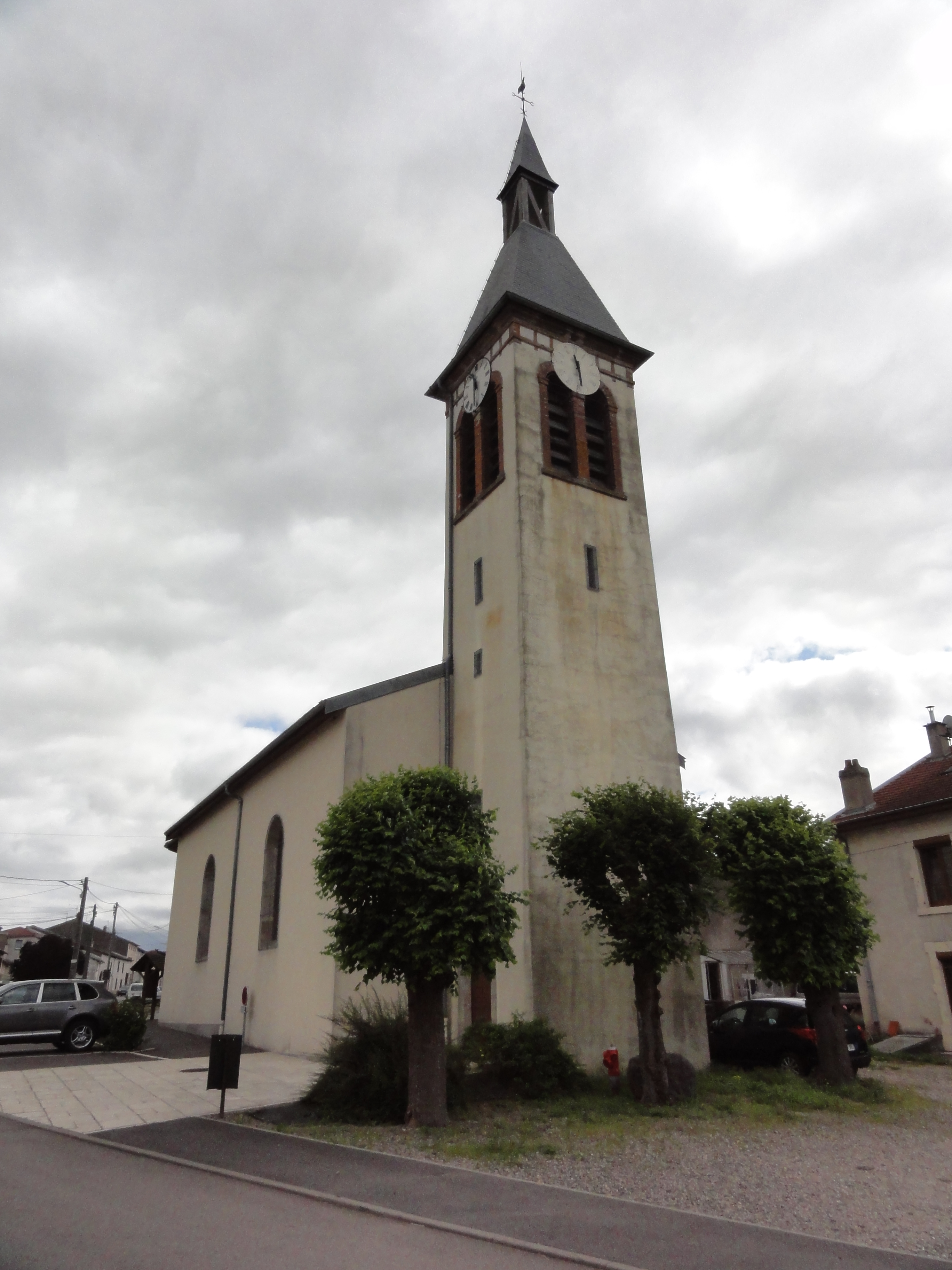
L'église...
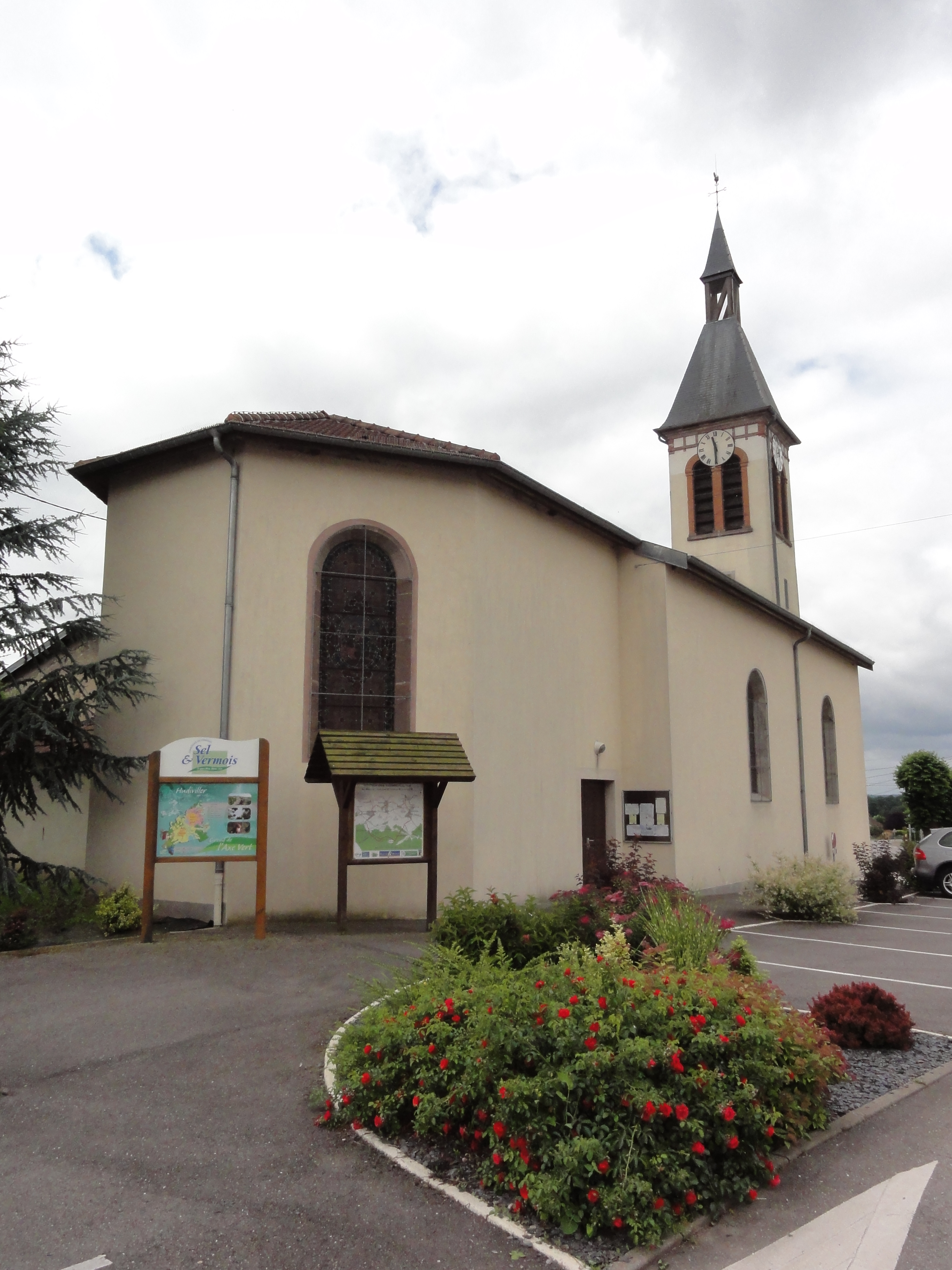
... et son chevet.
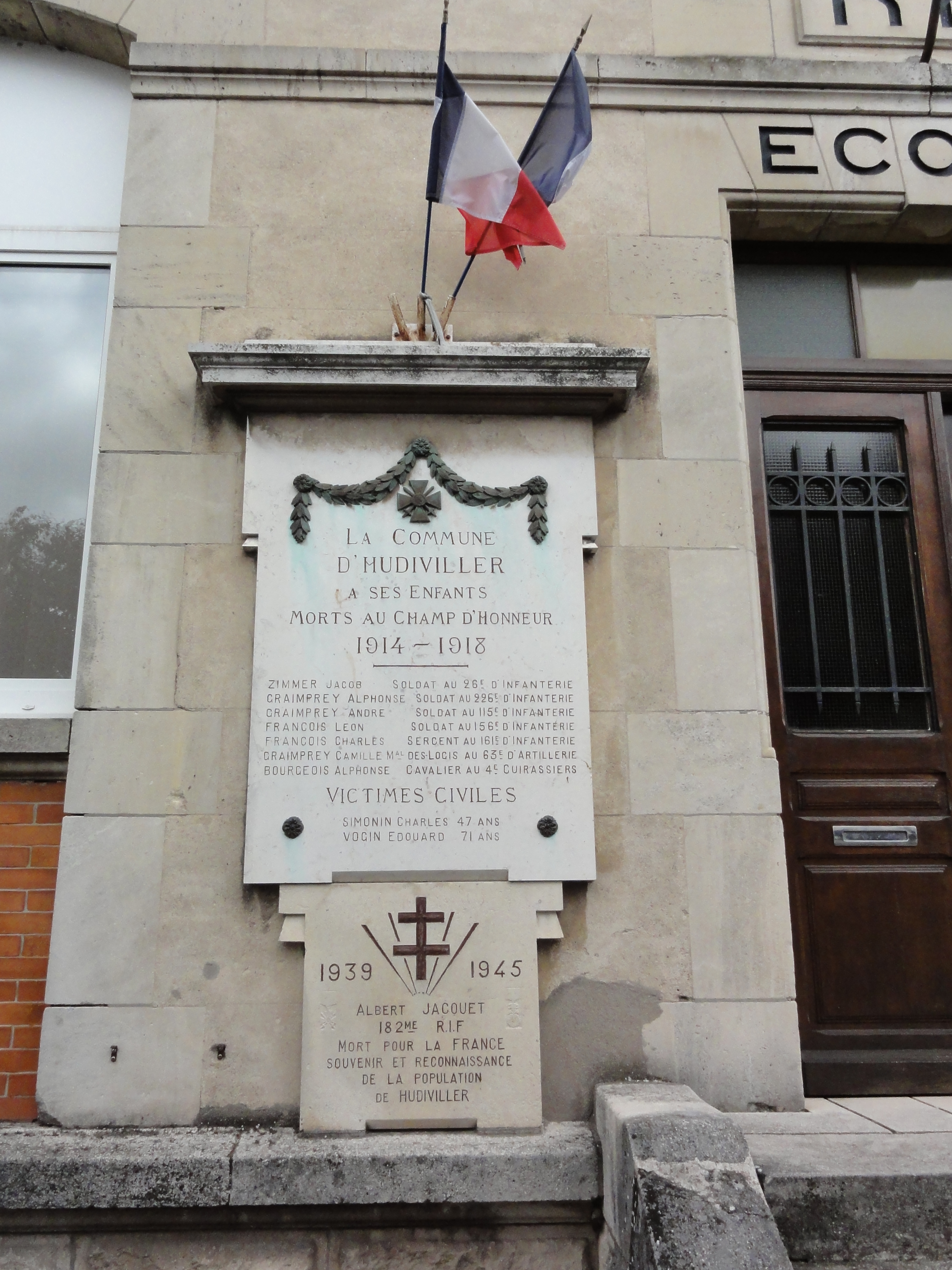
Plaque monument aux morts.

### Héraldique, logotype et devise
| Blason de Hudiviller | Blason  | De gueules aux deux saumons adossés d'argent, cantonnées en chef d'une croisette recroisetée, aux flancs d'une étoile, en pointe, d'un croissant, le tout d'argent.                                                                                 |
| Blason de Hudiviller | Détails | Hudiviller appartenait aux seigneurs de Dombasle de la maison de Salm-Salm, d'où les saumons. Le prieuré de Léomont avait des droits dans la localité, d'où la croix, le croissant et les étoiles. Le statut officiel du blason reste à déterminer. |

## Pour approfondir